# Mazda Demio
O Demio (também Mazda 2) é um Hatch da Mazda.

## Galeria
- Primeira geração (1996-02)
- Segunda geração (2002-07)
- Terceira geração (2007-14)
- Quarta geração (2014-presente)